# Megas XLR
Megas XLR (idem no original), um acrônimo em inglês para Mechanized Earth Guard Attack System eXtra Large Robot, é uma série animada de televisão americana que foi ao ar no bloco Toonami no Cartoon Network e foi produzida pelo Cartoon Network Studios. Criado por Jody Schaeffer e George Krstic. A série é uma homenagem e também uma paródia sobre o gênero de animação japonesa sobre mechas (robôs gigantes).
Originalmente intitulado como Lowbrow, o episódio piloto foi exibido durante o Concurso de Verão 2002 do Cartoon Network para determinar qual cartoon se tornaria um dos novos desenhos animados do canal, sendo que este foi o mais popular entre os telespectadores. Depois de ter sido adiado de sua data de estreia original, em dezembro de 2003, Megas XLR finalmente estreou no bloco Toonami em 1º de maio de 2004 e, posteriormente, devido a baixa audiência, foi cancelada em 22 de abril de 2006. Megas XLR não está atualmente sendo exibido em qualquer estação nos Estados Unidos, mas foi exibido no Canadá pela Teletoon e voltou a ser exibido no Cartoon Network no Brasil e na Tooncast, canal associado a Cartoon Network, durante as madrugadas. Na TV Aberta, Megas XLR foi exibido pelo SBT em 2005 no Bom Dia & Cia onde ficou no ar até 2006. Atualmente, está disponível na plataforma de streaming HBO Max.

## Sinopse
No ano 3037, a Terra está prestes a ser destruída pelos Glorft, uma raça alienígena hostil. Em uma tentativa desesperada de salvar o planeta, a resistência humana rouba um protótipo de robô gigante dos Glorft e o renomeia como MEGAS (Mechanized Earth Guard Attack System). O plano é usar um dispositivo de viagem no tempo e enviar o robô e a piloto Kiva Andru para a batalha de Last Stand em 3035, onde acreditam que MEGAS possa dar vantagem e levar a humanidade à vitória.
Antes do plano ser executado, no entanto, os Glorft lançam um ataque massivo e forçam a resistência a enviar o robô antes do esperado. A cabeça do MEGAS é destruída no ataque e o dispositivo de viagem no tempo é danificado, levando o robô para um ferro-velho em Nova Jersey na década de 30. Em 2004, o mecânico Harold "Cara" Cooplowski encontra o MEGAS e o customiza, adicionando uma pintura flamejante, substituindo a cabeça por um carro clássico vermelho (provavelmente um Plymouth Barracuda) e adicionando XLR (Extra Large Robot) no nome.
Enquanto Cara mostra o robô para seu amigo Jaime, Kiva salta no inicio do século 21 e tenta recuperá-lo, mas descobre que devido às modificações do Cara, ele é o único que pode pilotar o robô. E assim acabam defendendo a Terra e outros planetas dos Glorft e outras ameaças.

## Elenco
| Personagem | Dublador original | Dublador no Brasil |
| ---------- | ----------------- | ------------------ |
| Cara       | David DeLuise     | Guilherme Briggs   |
| Jaime      | Steve Blum        | Manolo Rey         |
| Kiva       | Wendee Lee        | Priscila Amorim    |